# Saint-Laurent-sur-Mer

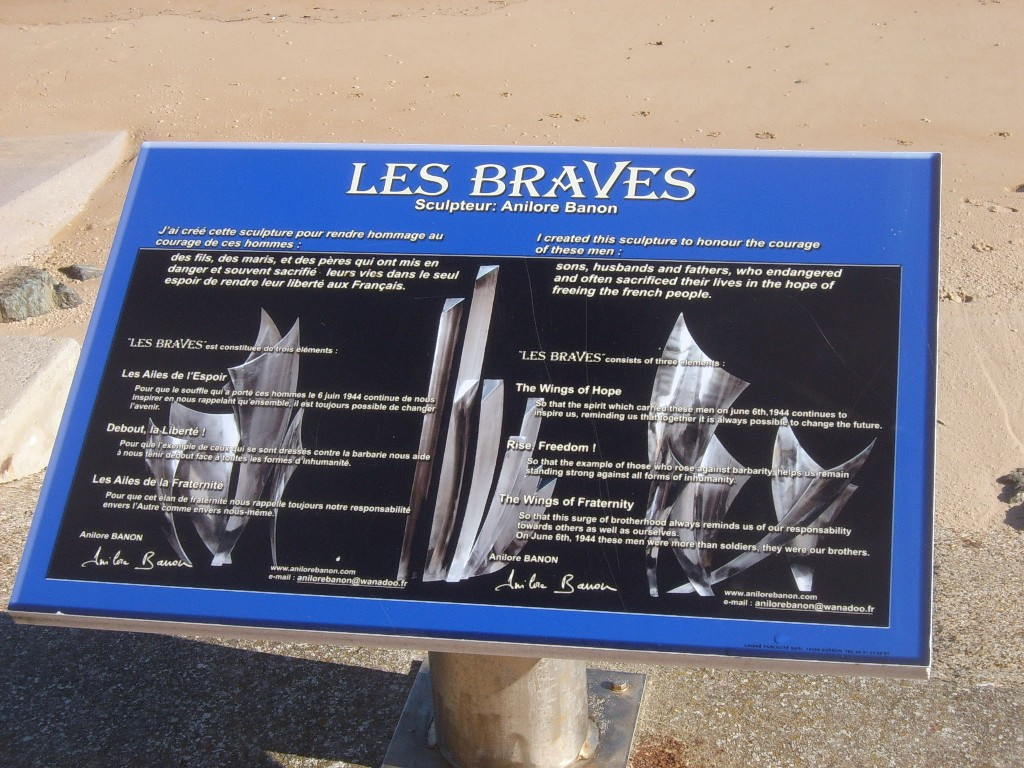

 Saint-Laurent-sur-Mer  es una población y comuna francesa, situada en la región de Baja Normandía, departamento de Calvados, en el distrito de Bayeux y cantón de Trévières. Es famosa por estar cercana a la playa en código "Omaha Beach" donde el 6 de junio de 1944 se produjo el desembarco de Normandía (Día D) por parte de las tropas aliadas, y que desembocó en la liberación de Francia y otros países ocupados ese mismo año en el contexto de la Segunda Guerra Mundial.
Cerca de la localidad existen hoy, varios monumentos y cementerios en honor al desembarco de normandía.

## Demografía
| 199 | 174 | 161 | 188 | 163 | 184 |
| Para los censos de 1962 a 1999 la población legal corresponde a la población sin duplicidades (Fuente: INSEE [Consultar]) |     |     |     |     |     |